# Harken
Harken is een plaats in de Deense regio Noord-Jutland, gemeente Hjørring. De plaats telt 443 inwoners (2010).